# Shelton Mack
Shelton Anthony Mack (ur. 22 sierpnia 1992) – amerykański zapaśnik walczący w stylu wolnym. Złoty medalista mistrzostw panamerykańskich w 2021 roku.
Zawodnik Meadville Area Senior High School i University of Pittsburgh.